# Nguyễn Ngọc Đông
Nguyễn Ngọc Đông (sinh năm 1962, quê quán tại tỉnh Ninh Bình) là cựu chính trị gia người Việt Nam. Ông từng là Bí thư Đảng ủy Bộ, Phó Bí thư Ban Cán sự Đảng, Thứ trưởng Bộ Giao thông Vận tải Việt Nam.

## Tiểu sử và sự nghiệp
Ông sinh năm 1962, quê ông tại tỉnh Ninh Bình. Ông là kĩ sư đường ô tô, thạc sĩ quản trị.
Ngày 6 tháng 6 năm 2008, Hội đồng nhân dân tỉnh Lâm Đồng họp bất thường bầu bổ sung ông vào chức danh Phó Chủ tịch Ủy ban nhân dân tỉnh Lâm Đồng. Khi được bầu ông đang giữ chức vụ Phó Vụ trưởng Vụ kế hoạch và đầu tư – Bộ Giao thông Vận tải Việt Nam.
Sau đó, tháng 7 năm 2008, ông Đông được Thủ tướng phê chuẩn giữ chức Phó Chủ tịch UBND tỉnh Lâm Đồng nhiệm kỳ 2004-2009.
Ngày 9 tháng 11 năm 2010, Thủ tướng đã bổ nhiệm ông giữ chức Thứ trưởng Bộ Giao thông Vận tải Việt Nam theo quyết định 2025/QĐ-TTg, căn cứ trên ý kiến của Ban Bí thư Trung ương Đảng Cộng sản Việt Nam tại văn bản số 10717-CV/VPTW, ngày 5 tháng 11 năm 2010 và các tờ trình số 89/TTr-BCSĐBGTVT ngày 12 tháng 10 năm 2010 của Ban Cán sự Đảng Cộng sản Việt Nam ở Bộ Giao thông vận tải. Tờ trình số 3610/TTr-BNV, ngày 18 tháng 10 năm 2010 của Bộ Nội vụ Việt Nam.
Ngày 3 tháng 11 năm 2015, ông được tái bổ nhiệm ông giữ chức Thứ trưởng Bộ Giao thông vận tải.
Ngày 25 tháng 9 năm 2019, ông bị Thủ tướng Nguyễn Xuân Phúc kí quyết định số 1247/QĐ-TTg thi hành kỉ luật với hình thức Khiển trách do "đã có vi phạm, khuyết điểm trong công tác và Ủy ban Kiểm tra Trung ương đã thi hành kỷ luật về Đảng".
Ngày 1 tháng 8 năm 2022, Thủ tướng Phạm Minh Chính ký quyết định số 754/QĐ-TTg cho ông Nguyễn Ngọc Đông nghỉ hưu theo chế độ từ ngày 1 tháng 8 năm 2022.